# Napoli Napoli Napoli
Napoli Napoli Napoli è un film italiano del 2009 diretto da Abel Ferrara.
Il regista newyorkese, originario del Bronx, si è occupato di Napoli grazie all'incontro con Gaetano Di Vaio fondatore della società di produzione cinematografica "Figli del Bronx", che ha prodotto il film insieme a PFA Films e a Minerva Pictures Production & Marketing.
Il film è stato presentato alla 66ª Mostra internazionale d'arte cinematografica di Venezia.

## Trama
Il film è stato girato come un documentario, intersecato da episodi di fiction, e presenta i diversi aspetti della città di Napoli: dal carcere femminile di Pozzuoli, ai vicoli dei Quartieri Spagnoli, alle Vele di Scampia, ai belvedere cittadini e al parco del Vesuvio.
Il regista, intervista donne detenute che raccontano le loro storie di vita, intellettuali e artisti dicono la loro sulla città, con intermittenze di accuse e difese dell'operato comune e privato dei cittadini. La cultura borghese e popolare esprimono nel film i loro rispettivi malesseri e aspirazioni, e la città che conserva emerge accanto a quella che distrugge se stessa o a quella che rinasce come mito della grande capitale perduta.
Spicca inoltre il tema la cultura femminile come contrappeso e vittima dell'imperante machismo della violenza e del potere.
Alternandosi alle interviste e alle sequenze documentarie, tre brevi tracce narrative di fiction si intrecciano tra loro, raccontando le condizioni carcerarie, quelle dei gruppi criminali e delle famiglie devianti.

## Idea del film
In un'intervista il regista, Abel Ferrara, narra che il film è nato come un documentario sulla casa circondariale femminile di Pozzuoli, ma che, dopo aver intervistato le detenute, ha sentito il bisogno di andare nei quartieri napoletani dove queste avevano vissuto e parlare con gli altri abitanti di quelle zone. Le storie sono state scritte dall'intervistatore, Gaetano Di Vaio, da uno degli intervistati, Braucci, e da uno degli attori, Peppe Lanzetta, tutti napoletani.
Il regista ha inoltre ricordato l'origine campana del nonno, un uomo d'affari emigrato a New York, nel Bronx da Sarno, e l'esperienza, analoga a quella campana, di città come New York o Detroit, che mescolano violenza e povertà con l'arte, la cultura e i valori familiari.